# Otto Maier
Pour les articles homonymes, voir Maier.
Otto Maier (né le 2 septembre 1877 à Heidenheim et mort le 6 octobre 1965 à Barcelone) est un footballeur et dirigeant sportif allemand.
Il est un des fondateurs du FC Barcelone.

## Biographie
Otto Maier est le fils de Johann Maier, commerçant, et de Regine Zeuner. En 1907, il se marie avec la Berlinoise Anna Elizabeth Müller, avec qui il a trois enfants : Rosario et les joueurs de tennis Enrique Maier et María Isabel Maier.
Otto Maier est représentant de l'entreprise Hartmann à partir de 1891. Vers la fin du XIXe siècle il fait construire à Barcelone une usine pour Hartmann. Il ouvre de nouveaux marchés, comme la fabrication de mobilier chirurgical et des articles orthopédiques. Hartmann est une firme de pointe dans le domaine de la pharmacie et de l'ingénierie de la santé. Lorsqu'éclate la Première guerre mondiale en 1914, il devient propriétaire de la délégation espagnole de Hartmann.
Il fait partie du conseil d'administration de la Banque Commerciale Transatlantique. Il reçoit en 1952 la médaille de l'Ordre du Travail.

### Trajectoire sportive
En Allemagne, il joue au football avec le FC Britannia (actuellement Berliner SV 1892). En 1899, il arrive au cercle qui va devenir le FC Barcelone en compagnie d'Enrique Ducay, membre du cabinet juridique de Hartmann à Barcelone. Ils sont membres fondateurs du club. Otto Maier joue avec le Barça jusqu'en 1902. Il joue un total de dix-huit matches et marque sept buts. Il gagne la Copa Macaya en 1902. Il est dirigeant du FC Barcelone entre 1900 et 1904.
Otto Maier est également sélectionneur de l'équipe d'Espagne de golf amateur.